# Voorheen Schaamteloos Randstedelijk
Voorheen Schaamteloos Randstedelijk (VSR), voorheen bekend als Schaamteloos Randstedelijk, is een Nederlandse podcast geproduceerd door Dag en Nacht Media en gepresenteerd door Doortje Smithuijsen en Perre van den Brink. De podcast, die zich richt op jonge Randstedelingen, behandelt thema's als gentrificatie, duurzaamheid, hypocriet consumeren en de millennialgeneratie. De eerste aflevering werd online gepubliceerd in oktober 2022.

## Naamswijziging
Oorspronkelijk was de podcast bekend onder de naam Schaamteloos Randstedelijk. De naamswijziging naar Voorheen Schaamteloos Randstedelijk vond plaats na een live-uitzending in de Kleine Komedie. Smithuijsen voelde zich ongemakkelijk bij het succes van de podcast en de manier waarop de titel een merk op zichzelf werd. Van den Brink wilde echter doorgaan, wat leidde tot de ietwat ironische nieuwe naam.

## Ontvangst
De podcast ontving gemengde reacties van critici. Hoewel er over het algemeen waardering was voor de diepgang van de gesprekken in vergelijking met meer oppervlakkige podcasts, wezen critici ook op enkele tekortkomingen. Zo werd opgemerkt dat de podcast, ondanks het aankaarten van relevante kwesties, vaak concrete oplossingen miste en niet altijd even representatief was. De podcast leek voornamelijk gericht te zijn op welgestelde millennial Amsterdammers, terwijl ze pretendeerde een breder spectrum van jonge stedelingen te vertegenwoordigen.
Smithuijsen leek zich bewust van deze kritiek en uitte haar ongemak over de populariteit van de podcast en haar eigen succes door middel van zelfspot. Critici suggereerden echter dat deze zelfspot, in combinatie met het gebrek aan concrete oplossingen, de podcast meer deed aanleunen bij vermaak dan bij een platform voor daadwerkelijke maatschappelijke verandering.
In 2023 werd de podcast genomineerd voor een Dutch Podcast Award in de categorie "Vernieuwing".

## Afleveringen

### 2022
| Aflevering | Datum            | Titel | Onderwerp |
| ---------- | ---------------- | --- | --- |
| 1          | 6 oktober 2022   | Gentrificatieschaamte en waarom niemand een toerist wil zijn.                                                                             | De gentrificatie van Amsterdam-Noord en de dilemma's van moderne stadsbewoners tussen het verlangen naar authentieke ervaringen en toerisme.                                                                              |
| 2          | 6 oktober 2022   | Waarom haat je de VanMoof, maar wil je er stiekem toch een?                                                                               | De aantrekkingskracht en marketing van VanMoof-fietsen en de ervaringen van stadsbewoners met dit fenomeen. |
| 3          | 13 oktober 2022  | Superieur consumeren en de ondergang van brie met Jonas Kooyman (Havermelkelite)                                                          | Superioriteitsconsumentisme, de aspirational class en de trends in luxe consumptie, besproken met Jonas Kooyman van het Instagram-account de Havermelkelite.                                                              |
| 4          | 20 oktober 2022  | Hypocriet consumeren: Airpods zijn kut en is 50 euro voor hardloopsokken te veel?                                                         | Het onderzoeken van persoonlijke consumptiepatronen en voorkeuren voor luxe en onderscheidende producten. |
| 5          | 27 oktober 2022  | Alles is branding: over Hyde Park maar dan in Hoofddorp, Tiny Lofts en het fetisjeren van de woningnood                                   | Luxe woonprojecten zoals Hyde Park in Hoofddorp, en de invloed van "announcement culture" op sociale media. |
| 6          | 3 november 2022  | Vaderschap: expectations vs reality. Over papadagen, 'parttime-prinsesjes' en hoeveel babyfoto's mag je maximaal naar je vrienden sturen? | Vaderschap en de taakverdeling tussen ouders, genderrollen en ouderschap in Nederland. Met journalist Julien Althuisius over zijn perspectief als vader.                                                                  |
| 7          | 10 november 2022 | Woke-washing: over 'wereldverbeterende' bedrijven, Patagonia en circle-jerkende reclamemannen                                             | Woke-washing door bedrijven en de impact ervan op consumentenvertrouwen, de evolutie van reclamegeschiedenis en kritiek op specifieke campagnes zoals die van Saints and Stars en Headspace.                              |
| 8          | 17 november 2022 | Is de flitsbezorgingshype voorbij? Met tech-journalist Stijn Bronzwaer                                                                    | De opkomst en toekomst van flitsbezorgers zoals Gorillas, Flink en Getir, met inzichten van tech-journalist Stijn Bronzwaer over hun snelle groei, bedrijfspraktijken en mogelijke overnames door grote supermarktketens. |
| 9          | 24 november 2022 | Is de subcultuur dood en waarom lopen Balenciaga modellen als bezeten zombies? Met Yousef Gnaoui aka Sef                                  | Veranderingen in subculturen in het tijdperk van internet en social media, besproken met gast Yousef Gnaoui. |
| 10         | 1 december 2022  | Bestaat spontaniteit nog? Over overvolle Google Calendars, restaurantreserveringen en rappen op de Zuidas                                 | Spontaniteit in het digitale tijdperk, met reflecties op zelfvertrouwen en ontspanning. |
| 11         | 8 december 2022  | Fake it till you make it: over WeWork, Sywert en Anna Delvey, mannen met te veel zelfvertrouwen en imposter syndrome                      | De ethiek van bluffen in professionele contexten en de romantiek rondom de "fake it till you make it"-levensstijl, met analyse van media-aandacht voor oplichters en effectieve marketingcampagnes zoals Spotify Wrapped. |
| 12         | 15 december 2022 | Uit de stad verhuizen: lifestyle flirt of keiharde realiteit?                                                                             | De trend onder stadsbewoners om te overwegen naar het platteland te verhuizen, met statistieken en persoonlijke getuigenissen van mensen die deze keuze hebben gemaakt.                                                   |
| 13         | 22 december 2022 | Bij Europizza: over de levenscyclus van restaurants en op de vuist tijdens kerst met Rein Op 't Root                                      | Chef Rein Op 't Root van Europizza reflecteert op de veranderende restaurant-scene en de ervaring van het runnen van een trendy restaurant.                                                                               |
| 14         | 29 december 2022 | Was er echt een Vibe Shift? 2022 Wrapped: over BeReal, de celebrity docu en 90ies nostalgie met Viccle                                    | Terugblik op 2022 met Viccle en MC Prak$, inclusief reflecties op celebrity-documentaires, BeReal, nostalgie naar de jaren 90, en de beloofde "vibe shift".                                                               |

### 2023
| Aflevering | Datum             | Titel | Onderwerp |
| ---------- | ----------------- | --- | --- |
| 15         | 5 januari 2023    | De trends van 2023: over meer vriendschap, omgekeerde supermarkten, youth culture voor ouderen en de revival van Playboy                                                  | Toenemende nadruk op vriendschap, heropleving van Playboy-kleding, en meer inclusiviteit in jeugdcultuur voor oudere generaties.                                                 |
| 16         | 19 januari 2023   | Goede voornemens: over het verlengen van Dry January en waarom je je op vakantie gaat gedragen als een White Lotus-personage                                              | Goede voornemens en doelen, de ervaringen tijdens een verblijf in een resort in Thailand en tips voor het succesvol voltooien van Dry January.                                   |
| 17         | 26 januari 2023   | Nepo Babies: De TikTok versie van het kansenongelijkheidsdebat | Het fenomeen 'nepobaby' en de bredere implicaties van kansenongelijkheid. |
| 18         | 2 februari 2023   | Moet er een rijkdomsgrens komen? Over limitarisme, het ego van Elon Musk en het scheiden van status en kapitaal                                                           | De mogelijkheid en impact van een rijkdomsgrens (limitarisme), het scheiden van status en kapitaal, en alternatieve oplossingen voor groeiende ongelijkheid.                     |
| 19         | 9 februari 2023   | Modern leiderschap: over de Champions League-mythe, Netflixiaanse werkculturen en eindigen in een premium bejaardentehuis                                                 | Modern leiderschap en werkculturen, met aandacht voor toxiciteit bij Noma en Netflix, en een kritische blik op "Champions League"-eske leiderschap versus "Balanced Leadership". |
| 20         | 16 februari 2023  | De Moderne Etiquette: hoe exit je een ongemakkelijk gesprek en mag je collega's negeren in het openbaar vervoer?                                                          | Moderne etiquette, spraakberichten en ongemakkelijke gesprekken. |
| 21         | 23 februari 2023  | Bepaalt je werk te veel wie je bent? Over workism, om vijf uur opstaan, workaholics en quiet quitting                                                                     | Werk en identiteit, workism, workaholics, quiet quitting, en de invloed van werk op ons welzijn, met aandacht voor veranderende werkrelaties en generatieverschillen.            |
| 22         | 2 maart 2023      | Een uur in de rij voor een pistachecroissant. Over monocultuur, blanding, premium koekjes en TikTok food hypes.                                                           | Rijen bij trendy Amsterdamse eetgelegenheden, de toenemende homogeniteit in de horecasector (blanding), en besprekingen van Avastars en een gefaalde overheids-podcast.          |
| 23         | 9 maart 2023      | Waarom eten we nog vlees? Over vleesalternatieven, Vegan Nick of Simon en slap liberaal beleid                                                                            | Vleesconsumptie in Nederland en de uitdagingen van vleesalternatieven, veganisme en milieubeleid.                                                                                |
| 24         | 16 maart 2023     | Hoe maak je vrienden na je 30ste? Over Friendsumé's, de vriendschapsrecessie onder mannen en de afterparty van het boekenbal                                              | Vriendschap na je dertigste en de veranderende sociale dynamiek, de impact op mannenvriendschappen en sociale evenementen zoals het boekenbal.                                   |
| 25         | 23 maart 2023     | Kunnen we onze producer Timo vervangen door AI? Over ChatGPT, schijncreativiteit en Agricultural Equipment Operators                                                      | De rol van kunstmatige intelligentie in de productie en creatieve industrieën, met overwegingen over vervangbaarheid, ethische implicaties en de menselijke factor.              |
| 26         | 30 maart 2023     | Infiltreren op de Zuidas: over Patagonia goodie bags, angstculturen en cursussen met een lage stem praten voor vrouwen                                                    | Veranderende werk- en cultuurdynamieken, inclusief clichés en realiteiten van het werken op de Zuidas.                                                                           |
| 27         | 6 april 2023      | Rocycle is een cult. Over cult-like instructeurs, Rituals en spirituele vacuüms                                                                                           | Rocycle en de aantrekkingskracht van moderne fitness-culten in de Randstad, met een analyse van hun semi-spirituele elementen en populariteit.                                   |
| 28         | 13 april 2023     | Onze obsessie met Amerika is ongezond. Over The Hills, doorzetfilms en keuzefeminisme                                                                                     | De Amerikaanse cultuurinvloed en haar veranderende perceptie in Nederland, met een focus op media zoals The Hills en de betwistbare idealen van de American Dream.               |
| 29         | 20 april 2023     | De creator economy is corrupt. Over opstanden bij NRC, maffiapraktijken bij Facebook en de bestorming van LVMH                                                            | De ontwikkeling en realiteit van de "creator economy" na de opkomst van grote techplatformen zoals Meta, TikTok en Spotify.                                                      |
| 30         | 26 april 2023     | Quiet luxury is voor proleten. Over Succession, Loro Piana en "oud geld"-esthetiek                                                                                        | De opkomst van "oud geld"-esthetiek en de aantrekkingskracht van quiet luxury in de moderne samenleving.                                                                         |
| 31         | 4 mei 2023        | Wie bepaalt wat we eten? Over supermarktmonopolies en de 'vrije wil' van de consument.                                                                                    | De invloed van supermarkten op voedselkeuzes en de recente ambitie van Albert Heijn om een B-Corp te worden.                                                                     |
| 32         | 11 mei 2023       | Op zoek naar onze nieuwe hobby. Over de keramiekhype, de teloorgang van de leisure class en telt borrelen als een hobby?                                                  | Hobby's en hun rol in het leven, met analyse van populaire hobby's onder jonge Randstedelingen.                                                                                  |
| 33         | 18 mei 2023       | Moet je al je abonnementen opzeggen? Over subcription fatigue, the age of average en augurken-abonnementen                                                                | Abonnementsdiensten en de impact van "subscription fatigue" op ons dagelijks leven.                                                                                              |
| 34         | 25 mei 2023       | Selfcare is een kapitalistische hoax: over Karma Yogi's, Selfcare als Counterculture en de officiële erkenning van Schara                                                 | Selfcare als trend en de betekenis in een overprikkelde maatschappij. |
| 35         | 1 juni 2023       | De comeback van het magazine: over de opleving van The New York Times, print als luxe product en radical sabbaticals.                                                     | Tijdschriften in het digitale tijdperk, de invloed en relevantie te midden van social media en internet.                                                                         |
| 36         | 13 juni 2023      | Het einde van #Schara: over personal branding met Vjeze Fur en Ginny Ramkisoen                                                                                            | Personal branding. |
| 37         | 15 juni 2023      | Heeft demonstreren zin? Over Extinction Rebellion, late to the party-activisme en kom je mee naar Tata Steel op 24 juni?                                                  | Opkomst van protestbewegingen. |
| 38         | 22 juni 2023      | Hoe stoppen we fast fashion? Over Perre's uit elkaar gespatte fashiondroom, de vastgeroeste mode-industrie, Yeezy en Yung Thug                                            | De impact van fast fashion en de zoektocht naar een duurzamere en eerlijkere mode-industrie.                                                                                     |
| 39         | 29 juni 2023      | We hebben merch gemaakt zonder kleding te produceren. Bellen met de CEO van Vinted en het gelekte pitchdoc van Harry & Meghan                                             | Duurzame merchandise, gesprek met CEO van Vinted, prins Harry en Meghan Markle's media-deals en gratis kinderopvang.                                                             |
| 40         | 6 juli 2023       | Kotsen, snuiven en Bridezilla's: trouwen is een patriarchaal statussymbool                                                                                                | De trouwindustrie, de motivatie achter trouwen ondanks hoge scheidingspercentages en de aanzienlijke financiële investeringen.                                                   |
| 41         | 13 juli 2023      | Mannen met snorren willen domineren. Een antropologisch onderzoek naar de snor, bellen met Donny Ronny (voorheen Stefano Keizers) en wat gebeurt er nu met alle VanMoofs? | De snor en zijn betekenis, inclusief een gesprek met Donny Ronny en het mogelijke einde van VanMoof.                                                                             |
| 42         | 20 juli 2023      | Onze luisteraars gebruiken 20x meer coke dan het landelijk gemiddelde. Over snuifschaamte en de normalisering van coke.                                                   | Verhoogd gebruik van cocaïne onder jonge Randstedelingen, inclusief de normalisatie, schaamte en mogelijke legalisatie.                                                          |
| 43         | 27 juli 2023      | Is fanschap de nieuwe religie? Over swifties, parasociale relaties en lyrics als bijbelstudie                                                                             | Fanschap als moderne devotionele cultuur, met focus op Swifties, de Beehive en andere fanculturen, inclusief motivaties en toxiciteit.                                           |
| 44         | 3 augustus 2023   | Waarom de staking in Hollywood ook jou aangaat. | Writers Guild of America-staking van 2023. |
| 45         | 24 augustus 2023  | Festivals zijn burgerlijk escapisme: over dwingende blokkenschema's, eindeloos rondjes lopen en onbetaalbare kaartjes                                                     | De rol van festivals in de moderne maatschappij. |
| 46         | 31 augustus 2023  | Je bent helemaal niet gelukkiger in de stad | De relatie tussen stedelijk leven en geluk in Nederland. |
| 47         | 7 september 2023  | Open relaties zijn het nieuwe normaal | De opkomst van open relaties. |
| 48         | 14 september 2023 | Waarom roken we nog? Over vape-fluencers en de macht van de tabaksindustrie                                                                                               | De tabaksindustrie, vapes en het streven naar een rookvrije generatie. |
| 49         | 21 september 2023 | Je haat geen expats, je haat hun belastingvoordeel | Veranderende percepties over expats en de discussie rond belastingvoordelen |
| n.v.t.     | 21 september 2023 | You don't hate expats, you hate their tax benefits (AI English Version)                                                                                                   | Een Engels vertaalde versie van aflevering 49. |
| 50         | 28 september 2023 | Vruchtbaarheid is niet alleen een vrouwenzaak | Invriezen van eicellen en de gendergerelateerde aspecten van vruchtbaarheid. |
| 51         | 5 oktober 2023    | Vruchtbaarheid is ook een mannenzaak | Verantwoordelijkheid van mannen in vruchtbaarheidsbeslissingen, zoals sterilisatie.                                                                                              |
| 52         | 12 oktober 2023   | Je wordt niet gegaslight, hij vindt je gewoon niet leuk: over de voors en tegens van therapietaal                                                                         | Impact van het normaliseren van therapie-jargon. |
| 53         | 19 oktober 2023   | Tinder is straks ook je relatietherapeut | Evolutie van datingsapps en de rol van AI en personal matchmakers. |
| 54         | 26 oktober 2023   | Alles is branding deze verkiezingen: over middelmatige huisstijlen en Dries Roelvink persiflages                                                                          | Politieke branding in aanloop naar verkiezingen. |
| 55         | 2 november 2023   | Moet Doortje aan de botox? | Schoonheidsidealen en de normalisering van botoxgebruik. |
| 56         | 9 november 2023   | De meest sexy aflevering tot nu toe | Belang van pensioenopbouw voor jonge ZZP'ers |
| 57         | 16 november 2023  | Doen familievloggers aan kinderarbeid? | Ethiek en impact van familievloggers op kinderen. |
| 58         | 23 november 2023  | Jullie kutreviews betekenen niks: we reviewen de doorgeslagen review-cultuur                                                                                              | Kritiek op de alomtegenwoordige recensiecultuur. |
| 59         | 30 november 2023  | Je bent niet alleen Amsterdammer, je bent ook Nederlander: de VSR post-verkiezingsuitslag-aflevering                                                                      | Politieke polarisatie in Amsterdam. |
| 60         | 7 december 2023   | Je hebt vermoedelijk gonorroe en wij hebben de oplossing | Campagne voor veilige seks en de lancering van een eigen condoommerk |
| 61         | 14 december 2023  | Zijn we te kritisch op start-ups? | Investeringsklimaat voor start-ups. |
| 62         | 21 december 2023  | De crompouce, statussymbolen en Ozempic: de 10 winnaars van 2023 | Terugblik op 2023. |
| 63         | 28 december 2023  | 2024: het jaar van de comeback van monogamie en andere voorspellingen | Voorspellingen voor 2024, waaronder de comeback van monogamie. |

### 2024
| Aflevering | Datum             | Titel                                                                            | Onderwerp |
| ---------- | ----------------- | -------------------------------------------------------------------------------- | --- |
| 64         | 4 januari 2024    | Overwinteren in Zuid-Afrika: onschuldig of neo-koloniaal?                        | Digitale nomades en de impact op lokale gemeenschappen.                                                                   |
| 65         | 11 januari 2024   | Moeten we van social media af?                                                   | Kritiek op sociale media en de impact van polarisatie.                                                                    |
| 66         | 18 januari 2024   | Zelfs de Havermelkelite gaat weer meer vlees eten                                | Terugkeer naar vleesconsumptie onder jonge stedelingen.                                                                   |
| 67         | 25 januari 2024   | Dateburnout: het datelandschap is doorgedraaid                                   | Sociale druk rondom daten.                                                                                                |
| 68         | 1 februari 2024   | Op safari over de Nieuwendammerdijk: bepaalt je woonplek je sociale status?      | Sociale status en identiteit gekoppeld aan woonplaats.                                                                    |
| 69         | 8 februari 2024   | Perre aan de paddodruppels: over neochristelijke onthoudingstrends               | Toename van populariteit van paddodruppels en opkomst van onthoudingstrends.                                              |
| 70         | 15 februari 2024  | Pesten op werk: het fundament van grensoverschrijdend gedrag                     | Pestgedrag op de werkvloer.                                                                                               |
| 71         | 22 februari 2024  | KAPITALISME = SEKSISME (en daarom organiseren we een leesclub)                   | Kapitalisme en seksisme en een nieuw boek van Doortje Smithuijsen.                                                        |
| 72         | 29 februari 2024  | Stuur nooit een open Tikkie: de VSR-geldetiquette                                | Geldetiquette in sociale situaties.                                                                                       |
| 73         | 7 maart 2024      | Mogen we nog naar Kanye luisteren?                                               | Omgaan met problematische artiesten.                                                                                      |
| 74         | 14 maart 2024     | Woongroepen en huizen kopen met vrienden: lifehacks voor tijdens een wooncrisis  | Woningnood, woongroepen en huizen kopen met vrienden.                                                                     |
| 75         | 21 maart 2024     | Waarom haat iedereen De Pijp?                                                    | Het imago van De Pijp in Amsterdam.                                                                                       |
| 76         | 28 maart 2024     | Jij leeft in je eigen realityserie                                               | Impact van digitalisering op onze perceptie van realiteit.                                                                |
| 77         | 4 april 2024      | Is Rutger Bregman de moderne Jezus?                                              | Publieke perceptie van opiniemakers.                                                                                      |
| 78         | 11 april 2024     | De Havermelkelite bestaat niet                                                   | Perceptie van de "Havermelkelite".                                                                                        |
| 79         | 18 april 2024     | We geloofden niet in astrologie, tot we naar een astroloog gingen                | Opkomst van astrologie.                                                                                                   |
| 80         | 25 april 2024     | Influencers moeten de NPO redden                                                 | Commerciële hervorming van de NPO en de rol van influencers.                                                              |
| 81         | 2 mei 2024        | Hoeveel is jouw CO2-uitstoot? (Spoiler: meer dan je denkt)                       | Individuele CO2-uitstoot en verantwoordelijkheid in de klimaatcrisis.                                                     |
| 82         | 9 mei 2024        | Deeplikes & Find My Friends: iedereen is een beetje stalker                      | Privacy, sociale media en de grenzen van online stalking.                                                                 |
| 83         | 16 mei 2024       | Je bent een klant, geen community                                                | Opkomst van merkgemeenschappen en de authenticiteit ervan.                                                                |
| 84         | 23 mei 2024       | Waarom luistert iedereen True Crime?                                             | Populariteit van het true crime-genre                                                                                     |
| 85         | 30 mei 2024       | Zitten er te veel mensen in therapie?                                            | Overmatig gebruik van therapie.                                                                                           |
| 86         | 6 juni 2024       | Waarom ligt jouw pakketje altijd in een obscure telefoonwinkel?                  | Online bestelcultuur en pakketdiensten.                                                                                   |
| 87         | 13 juni 2024      | Waarom bestellen we zo facking veel?                                             | Toename van online bestellingen.                                                                                          |
| 88         | 20 juni 2024      | Waarom maak je geen nieuwe vrienden meer?                                        | Veranderingen in het maken van nieuwe vrienden en de rol van smalltalk.                                                   |
| 89         | 27 juni 2024      | Mogen kinderen te veel? Of irriteer jij je te snel?                              | Kinderen en hun gedrag in de samenleving.                                                                                 |
| 90         | 4 juli 2024       | Waarom heeft niemand meer seks?                                                  | Opkomst van celibatisme en de trends in seksueel gedrag.                                                                  |
| 91         | 11 juli 2024      | Waarom zijn chefkoks altijd man?                                                 | Gebrek aan vrouwelijke chef-koks in de Nederlandse restaurantindustrie.                                                   |
| 92         | 18 juli 2024      | Wat als je ongewild viral gaat?                                                  | De gevolgen van ongewild viraal gaan en juridische opties voor privacybescherming.                                        |
| 93         | 25 juli 2024      | Wat is er leuk aan een moshpit?                                                  | De aantrekkingskracht van moshpits tijdens festivals                                                                      |
| 94         | 5 september 2024  | Waarom zou je als vrouw bij het corps gaan?                                      | Vrouwenhaat en vernederingen bij corporale studentenverenigingen.                                                         |
| 95         | 12 september 2024 | Waarom worden mannen niet meer kaal?                                             | Haartransplantaties bij mannen en de groeiende populariteit om naar Turkije te reizen voor deze behandeling.              |
| 96         | 19 september 2024 | Hoe is het om gedumpt te worden door je beste vriend?                            | De impact van het beëindigen van vriendschappen op de persoon die gedumpt wordt.                                          |
| 97         | 26 september 2024 | Waarom word jij er altijd uitgepikt bij de zelfscankassa?                        | De redenen achter willekeurige controles bij zelfscankassa's en de ervaringen van gebruikers.                             |
| 98         | 3 oktober 2024    | Hoeveel is een huisdier leven waard?                                             | De financiële waarde van huisdieren en de impact van commerciële medische zorg in de diergeneeskunde.                     |
| 99         | 10 oktober 2024   | Zijn runclubs de nieuwe datingapps?                                              | De rol van runclubs als alternatieve datingplek en de invloed van stedenbouw op het toenemende aantal singles in de stad. |
| 100        | 17 oktober 2024   | Gebruikt straks iedereen Ozempic?                                                | De populariteit en effecten van Ozempic als afslankmiddel.                                                                |
| 101        | 24 oktober 2024   | Zitten we in een opvoedcrisis?                                                   | De impact van intensieve opvoedstijlen op ouders en kinderen.                                                             |
| 102        | 31 oktober 2024   | Zijn steeds meer mannen heteroflexibel?                                          | De opkomst van heteroflexibiliteit onder mannen.                                                                          |
| 103        | 7 november 2024   | Is stilte voor de elite?                                                         | Stilte en stedelijke ontwikkeling, geluidsoverlast en leefbaarheid in de stad.                                            |
| 104        | 14 november 2024  | Maakt American Apparel een comeback?                                             | De ondergang en mogelijke comeback van American Apparel in de huidige tijdsgeest.                                         |
| 105        | 21 november 2024  | Waarom zetten zoveel mensen dezelfde XXX-tattoo?                                 | De populariteit en betekenis van stadstatoeages, met focus op de Amsterdamse XXX-tattoo.                                  |
| 106        | 28 november 2024  | Een stoomcursus netwerken                                                        | Tips en inzichten over netwerken.                                                                                         |
| 107        | 5 december 2024   | Wat als al je vrienden ineens kinderen krijgen?                                  | Vriendschappen onderhouden wanneer vrienden kinderen krijgen.                                                             |
| 108        | 12 december 2024  | Hoe bepaalt Allerhande wat jij eet met kerst?                                    | De invloed van Allerhande op kerstmenu's.                                                                                 |
| 109        | 19 december 2024  | VSR goes oud en (op)nieuw: aftelmomenten, champagneregen en tongen met vreemden. | Analyse van het succes van het Oud & Opnieuw-feest.                                                                       |

### 2025
| Aflevering | Datum           | Titel                                                              | Onderwerp |
| ---------- | --------------- | ------------------------------------------------------------------ | --- |
| 110        | 9 januari 2025  | We dachten niet gestrest te zijn, tot we een burn-outcoach spraken | De invloed van stress op het lichaam en hoe je stress kunt herkennen en aanpakken.                                                         |
| 111        | 16 januari 2025 | Hoe date je zonder drank?                                          | Het daten zonder alcohol, de moeilijkheden en ervaringen van nuchter daten.                                                                |
| 112        | 23 januari 2025 | Hoe gevaarlijk is een crèche met ongevaccineerde kinderen?         | De risico's van ongevaccineerde kinderen in crèches en het wantrouwen tegenover vaccinatie, gevoed door complottheorieën en misinformatie. |
| 113        | 30 januari 2025 | Zijn wij cringe, meta-cringe of post-cringe?                       | Het fenomeen 'cringe' en de evolutie ervan.                                                                                                |

### VSR: Alles Premium
Een podcastserie die exclusief op Podimo te beluisteren is.
| Aflevering | Datum        | Titel | Onderwerp |
| ---------- | ------------ | --- | --- |
| 1          | 10 juli 2023 | Alles Premium: onze strijd tegen middelmatigheid exclusief op Podimo                                               | Premium producten.                                                                                               |
| 2          | 17 juli 2023 | Alles Premium #2: Premium Recreatie. Paddodruppels, vibrators en wandelroutes nu exclusief op Podimo               | Ontspanning in een stressvolle samenleving, met discussie over paddodruppels en vibrators versus spiritualiteit. |
| 3          | 24 juli 2023 | Alles Premium #3: Premium Lachen om de Superrijken. Mykonos is voor paupers en het beste boek ooit volgens Doortje | Superrijken in populaire cultuur, inclusief boeken en social media-accounts die deze klasse belichten.           |

### VSR op Ibiza
VSR op Ibiza is een podcastserie, exclusief voor Podimo, waarin Van den Brink en Smithuijsen Ibiza verkennen. Ze onderzoeken de exclusieve clubs, wellnesstrends, luxe woningen en spirituele zoektochten op het eiland, en overwegen de mogelijke gevolgen van deze ontwikkelingen voor het eiland.
| Aflevering | Datum            | Titel                                                 | Onderwerp |
| ---------- | ---------------- | ----------------------------------------------------- | --- |
| 1          | 1 augustus 2024  | VSR op Ibiza #1: Ibiza, een spirituele schuilplaats?  | Wellnessretraites, yogaretraites, human design-cursussen, cacaoceremonies en stilteretraites op Ibiza, en de vraag of deze spiritualiteit authentiek is of commercieel wordt. |
| 2          | 8 augustus 2024  | VSR op Ibiza #2: Ibiza, het Las Vegas van Europa?     | Nachtleven op Ibiza, met bezoeken aan de club Ushuaia, een luxueuze megaclub en een verborgen ‘underground club’.                                                             |
| 3          | 15 augustus 2024 | VSR op Ibiza Afl #3: Ibiza, onbewoonbaar voor locals? | Huurprijzen op Ibiza door superrijken en de impact op lokale bewoners. |